# Launijärvi
Launijärvi är en sjö i Finland. Den ligger i kommunen Kittilä i landskapet Lappland, i den norra delen av landet, 900 km norr om huvudstaden Helsingfors. Launijärvi ligger 195,4 meter över havet. Arean är 27,1 hektar och strandlinjen är 3,22 kilometer lång. Sjön  ingår i Kemi älvs huvudavrinningsområde. 